# Bernard Moitessier
Bernard Moitessier (Hanoi, 10 aprile 1925 – Vanves, 16 giugno 1994) è stato un navigatore e scrittore francese. È stato uno dei più notevoli navigatori solitari, tra i primi a circumnavigare il globo senza scalo. Dalle sue esperienze di navigazione ha tratto dei libri tradotti in molte lingue. Alla sua vita e alle sue imprese è dedicato un audiodoc trasmesso da Wikiradio, Rai Radio 3, scritto e narrato da Fabio Fiori.

## Biografia

### L'infanzia
Nato a Hanoi nel 1925, passò la sua infanzia in Indocina. Frequentò un istituto professionale, dove apprese molte cose che gli furono utili in seguito nelle sue navigazioni. Marinaio precoce, debuttò su piccoli natanti a vela da lui costruiti, fornendo grandi preoccupazioni ai genitori. Nel 1947 iniziò la sua vita da vagabondo degli oceani, abbandonando la famiglia e il lavoro nell'azienda paterna per girovagare nel Golfo del Siam su una piccola giunca.

### Un vagabondo dei mari del sud
Con Pierre Deshumeurs, a bordo dello Snark, un vecchio ketch di 12 metri, navigò nel Golfo del Siam, nel mare di Giava, nel mar della Cina finché non fu costretto a sbarcare per le numerose falle nell'imbarcazione. Ripartì nel 1952 da Singapore con la giunca Marie Therèse, affrontando in solitaria il monsone dell'Oceano Indiano, e portando la barca a incagliarsi, a causa di un errore di carteggio, sugli scogli nelle isole Chagos. Sulle isole Mauritius Moitessier si guadagnò da vivere, alternando diversi lavori, come la pesca subacquea e il lavoro di segretario per il console di Francia, riuscendo infine a costruire il Marie Therèse II, con cui risalì l'Atlantico fino a Trinidad, dopo una sosta per qualche tempo in Sudafrica, da dove ripartì in compagnia di un suo grande amico, Henry Wakelam. Nel mar delle Antille Moitessier, per un colpo di sonno, perse anche questa barca.
Le pagine dei suoi primi giornali di bordo di quel periodo non dicono molto di più dei fatti di ordinaria amministrazione, fino a quando Bernard non cominciò ad appassionarsi alla lettura di Charles Baudelaire, Alberto Moravia e Antoine de Saint-Exupéry, di cui cominciò a scrivere citazioni e commenti. In seguito, iniziò a scrivere di suo pugno, dando forma al suo primo libro, Un vagabondo dei mari del sud.
Dopo il suo secondo naufragio, in preda alla depressione, Moitessier si imbarcò come uomo di fatica su una nave mercantile, arrivando per la prima volta nella patria dei suoi genitori, la Francia. Qui strinse numerose amicizie e trovò lavoro come rappresentante di medicinali. In Francia elaborò il progetto di realizzare una barca d'acciaio. Ne fece disegnare il progetto da Jean Knocker, dietro suoi suggerimenti, e l'industriale Fricaud gli mise a disposizione le attrezzature per la costruzione. Così nacque Joshua (in onore del grande navigatore Joshua Slocum), un robusto ketch armato con due pali telegrafici, con cui impartì lezioni di vela d'altura nel Mar Mediterraneo.

### Capo Horn alla vela - 14.000 miglia senza scalo
Nel 1961 sposò Françoise de Cazalet, che gli portò tre figli nati dal precedente matrimonio. Nel 1963, con Françoise, partì nuovamente verso la Polinesia, in un viaggio di nozze che sulla strada del ritorno (percorrendo la cosiddetta rotta logica) diventerà un'impresa velica straordinaria, la traversata Tahiti - Alicante via Capo Horn, per un totale di 14.000 miglia senza scalo.
Partiti da Moorea il 23 novembre 1965, l'11 gennaio dell'anno successivo passarono al largo di Capo Horn, dopo aver subito una spaventosa tempesta della durata di sei giorni. Durante quella settimana, racconta Moitessier, si alternarono senza tregua al timone, assistendo a cavalloni fino a 20 metri d'altezza. Dopo 126 giorni di navigazione ininterrotta, Bernard e Françoise approdarono finalmente ad Alicante e da questa avventura nacque il libro Capo Horn alla vela.
Mentre scriveva il suo resoconto Capo Horn alla vela, cominciò a progettare un'impresa ambiziosa e mai tentata prima: fare il giro del mondo senza scalo, passando per i tre capi (Buona Speranza, Capo Leeuwin e Capo Horn) e durante il 1968 lavorò al Joshua allo scopo di metterlo in condizioni di affrontare i quaranta ruggenti e i cinquanta urlanti di Capo Horn.

### Joshua eLa lunga rotta

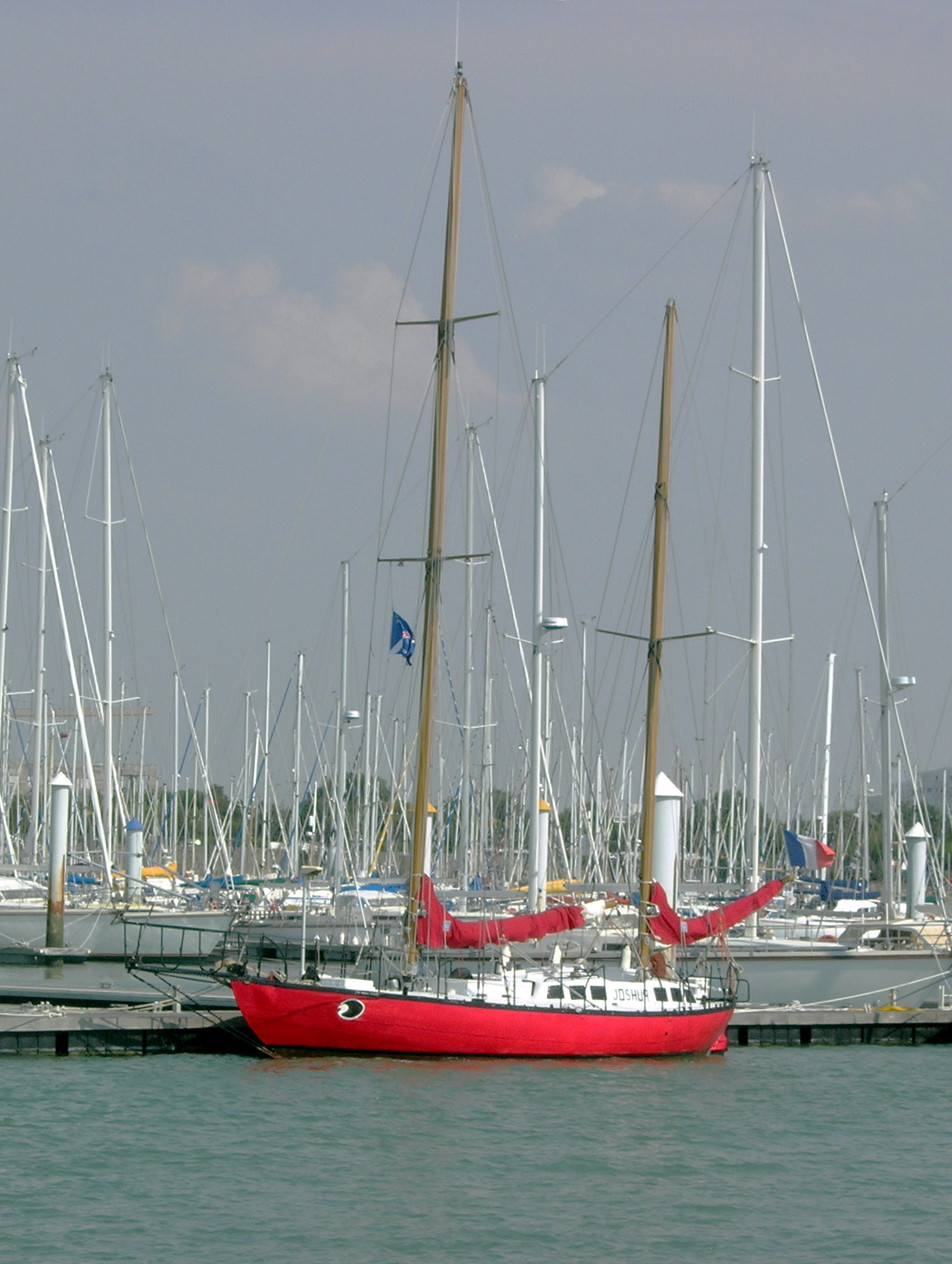
Joshua com'è oggi

Proprio mentre stava organizzando il suo ambizioso viaggio, venne indetta dal The Sunday Times nel 1968 la prima regata intorno al mondo in solitario, la Golden Globe Race, con partenza da un qualsiasi porto inglese e ritorno dopo aver passato i tre capi. Moitessier, titubante per il rischio di declassare una impresa eroica a semplice competizione sportiva, vista la posta in palio accettò e decise di partire da Plymouth il 22 agosto 1968. Dopo aver doppiato i tre capi e superato Knox che era partito con circa un mese di anticipo ed era sempre stato primo, con grande stupore del mondo intero, annunciò di non voler ritornare in Europa, abbandonando così la gara e le 5000 sterline del premio a vittoria praticamente sicura (il Golden Globe sarà vinto da Robin Knox-Johnston).
Proseguì quindi la rotta meridionale superando per la seconda volta il Capo di Buona Speranza e percorse un altro mezzo giro del mondo, senza scalo, fino a raggiungere il 21 giugno del 1969 dopo aver percorso 37455 miglia (69367 km), Tahiti, nella Polinesia francese perché, come scrisse: «... sono felice in mare, e forse anche per salvare la mia anima». La storia della celebre impresa si trova narrata nel suo libro più famoso, La lunga rotta, uno dei libri di mare più apprezzati e più letti al mondo, che ha fatto di lui un modello per intere generazioni di velisti. Memorabile il suo rapporto con la barca, Joshua, con la quale aveva fatto un patto: «dammi vento e ti darò miglia». Joshua fu progettata dallo stesso Moitessier e da Jean Knocker nel 1962, venendo costruita in soli tre mesi dal cantiere Meta di Jean Fricaud, che realizzò lo scafo in acciaio.
Nel 1982, durante un breve periodo in cui Moitessier si era trasferìto in California, venne sorpreso da un improvviso e forte ciclone mentre stava ormeggiato in rada davanti alla costa messicana, in compagnia dell'attore Klaus Kinski. Joshua, che aveva affrontato le terribili burrasche dei Quaranta ruggenti, si arenò sulla spiaggia in pessime condizioni. Moitessier, non essendo nella condizione economica necessaria per recuperare la sua barca, la regalò a due ragazzi che l'avevano aiutato a disinsabbiarla. Joshua fu successivamente acquistata e ristrutturata dal Museo Navale de La Rochelle e dal 1993 è utilizzata come nave scuola e visitabile.

### Tamata
Nella Polinesia francese ebbe un figlio, Stephan, nato nel 1971, avuto con la nuova compagna Ileana. Trasferitosi definitivamente in uno sperduto atollo delle Tuamotu continuò a stupire l'opinione pubblica con i suoi gesti e le sue campagne in favore dell'ecologia e del disarmo nucleare navigando con la sua ultima barca Tamata (tentare in polinesiano). Scrisse il quarto e ultimo libro Tamata e l'alleanza ripercorrendo e riflettendo sulle avventure di una vita e di cui riuscì a vederne il successo. Malato di un tumore alla prostata, diagnosticato nel 1989 e che non esiterà a chiamare «la bestia», morì a Vanves nel 1994 accanto alla sua compagna Véronique. È sepolto nella piccola cittadina di Le Bono, sita nel golfo di Morbihan, nella regione della Bretagna.

## Opere
- Un vagabondo dei mari del sud, Mursia	(ISBN 88-425-2718-1)
- Capo Horn alla Vela, Mursia (ISBN 88-425-2416-6)
- La lunga Rotta, Mursia (ISBN 88-425-2575-8)
- Tamata e l'Alleanza, Editrice incontri nautici (ISBN 88-85986-06-4)
- Vela, Mari lontani, isole e lagune, Editrice incontri nautici (ISBN 88-85986-14-5) - opera postuma
- 60000 milles à la voile Di Françoise Moitessier, Ancre de Marine (ISBN 2-84141-131-1) versione integrale disponibile in francese su Google ricerca libri